# Ruthton
Ruthton és una població dels Estats Units a l'estat de Minnesota. Segons el cens del 2000 tenia 284 habitants.

## Demografia
Segons el cens del 2000, Ruthton tenia 284 habitants, 129 habitatges, i 82 famílies. La densitat de població era de 161,3 habitants per km².
Dels 129 habitatges en un 27,9% hi vivien nens de menys de 18 anys, en un 53,5% hi vivien parelles casades, en un 8,5% dones solteres, i en un 35,7% no eren unitats familiars. En el 34,1% dels habitatges hi vivien persones soles el 18,6% de les quals corresponia a persones de 65 anys o més que vivien soles. El nombre mitjà de persones vivint en cada habitatge era de 2,2 i el nombre mitjà de persones que vivien en cada família era de 2,8.
Per edats la població es repartia de la següent manera: un 23,6% tenia menys de 18 anys, un 7,7% entre 18 i 24, un 26,4% entre 25 i 44, un 23,9% de 45 a 60 i un 18,3% 65 anys o més.
L'edat mitjana era de 38 anys. Per cada 100 dones de 18 o més anys hi havia 88,7 homes.
La renda mitjana per habitatge era de 26.250 $ i la renda mitjana per família de 33.125 $. Els homes tenien una renda mitjana de 25.875 $ mentre que les dones 18.125 $. La renda per capita de la població era de 13.016 $. Entorn del 10% de les famílies i el 15% de la població estaven per davall del llindar de pobresa.

## Poblacions més properes
El següent diagrama mostra les poblacions més properes.